# Wielka Zbrojownia w Gdańsku

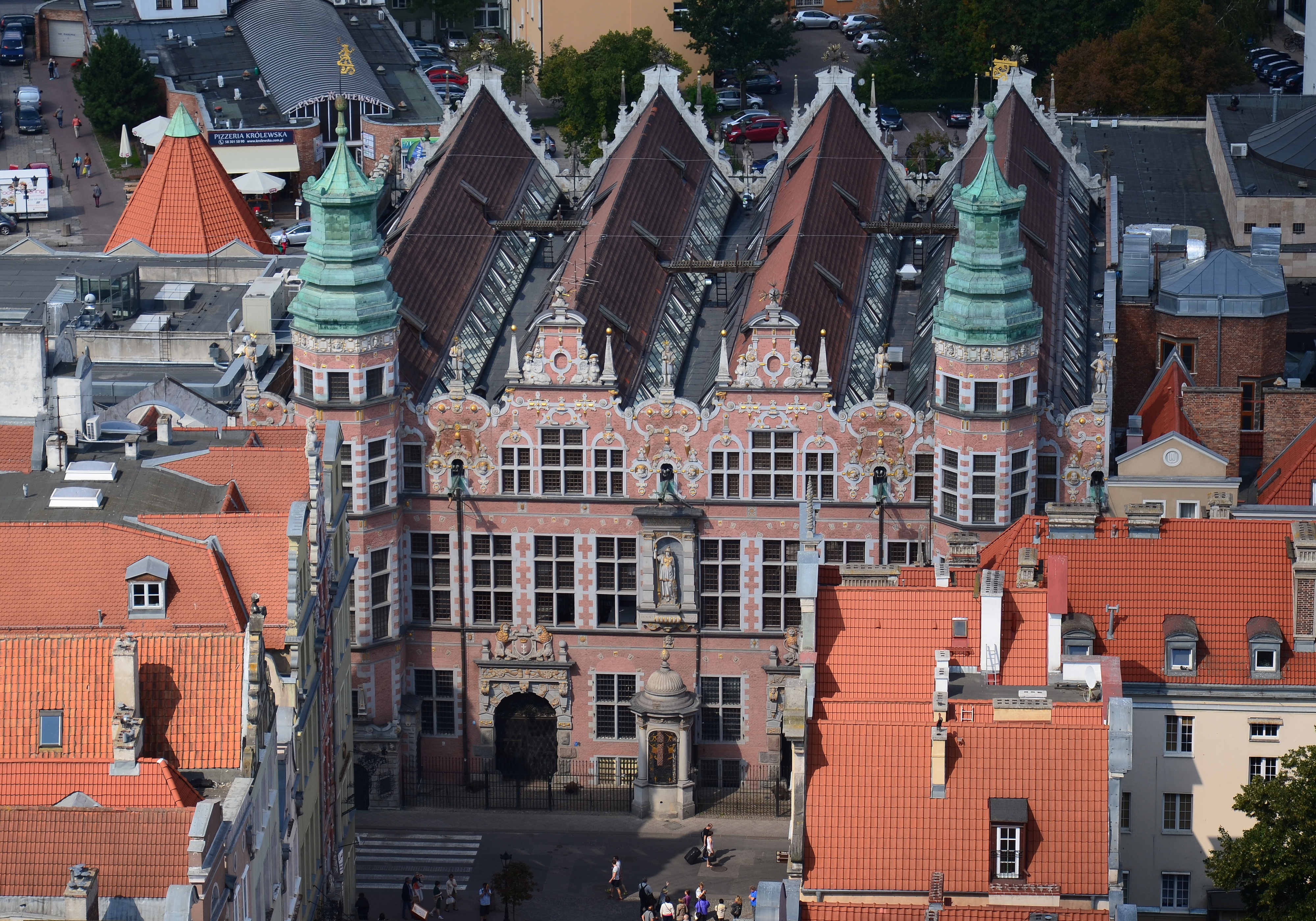
Widok w wieży Kościoła Mariackiego

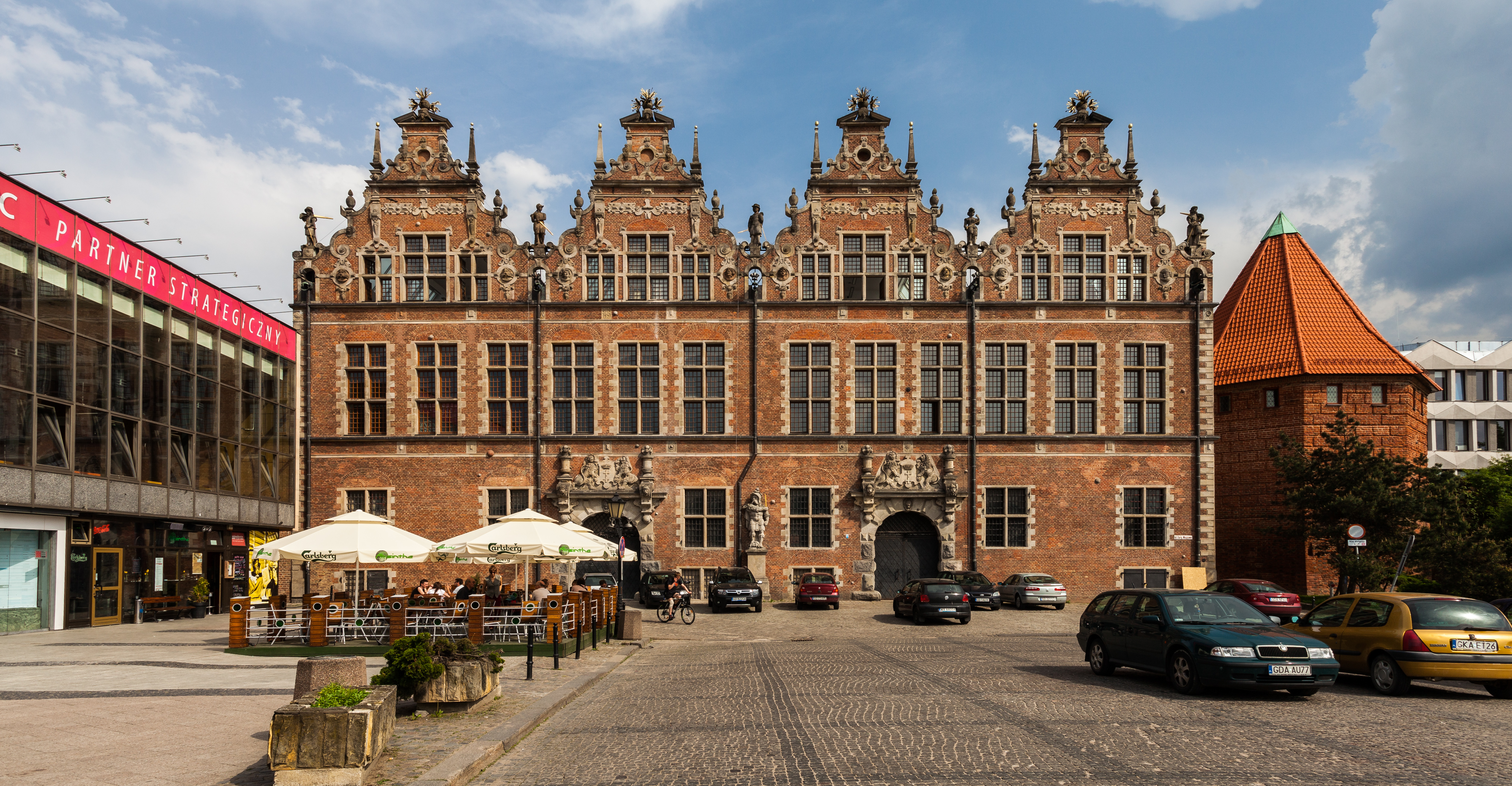
Fasada od strony Targu Węglowego

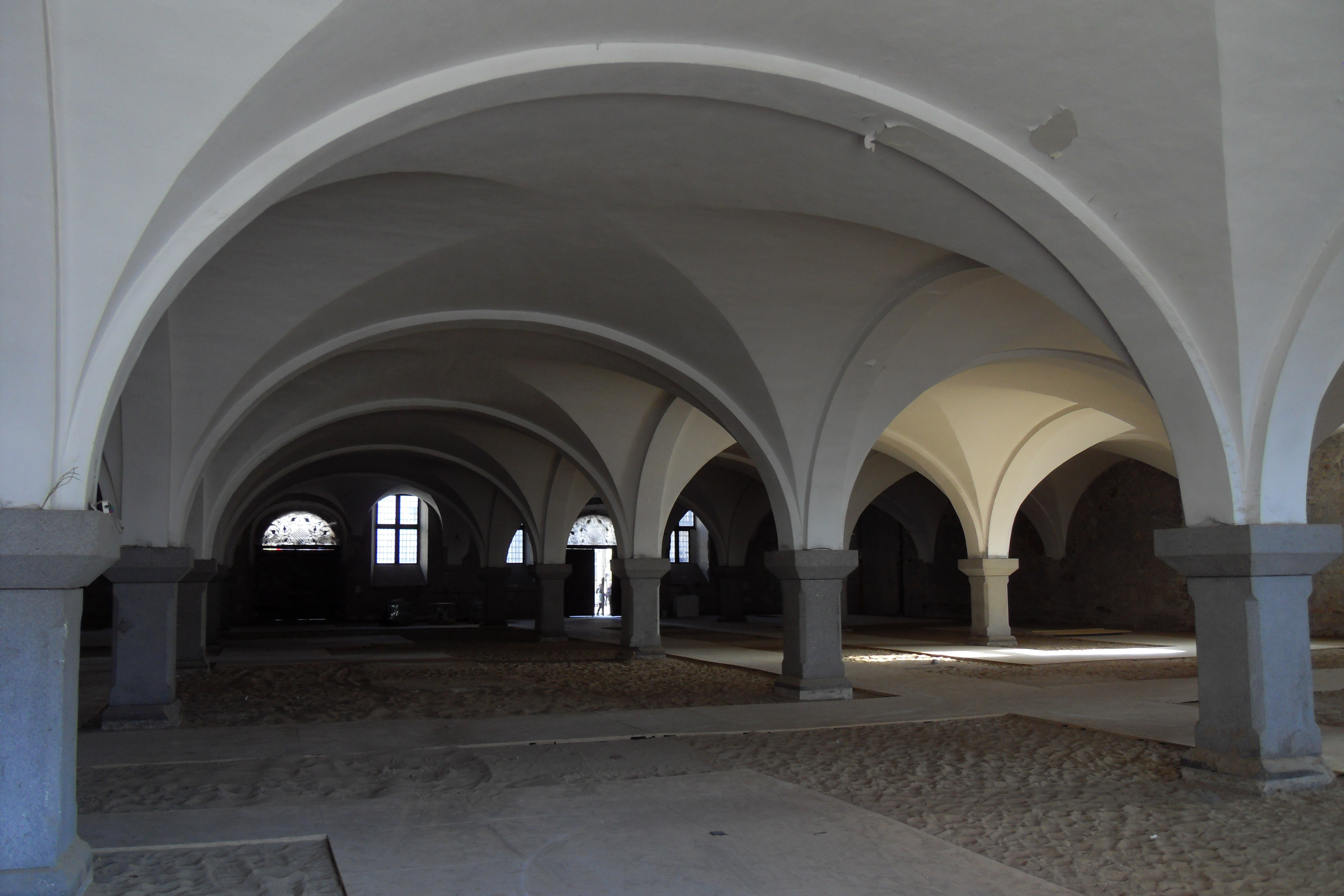
Wnętrze parteru

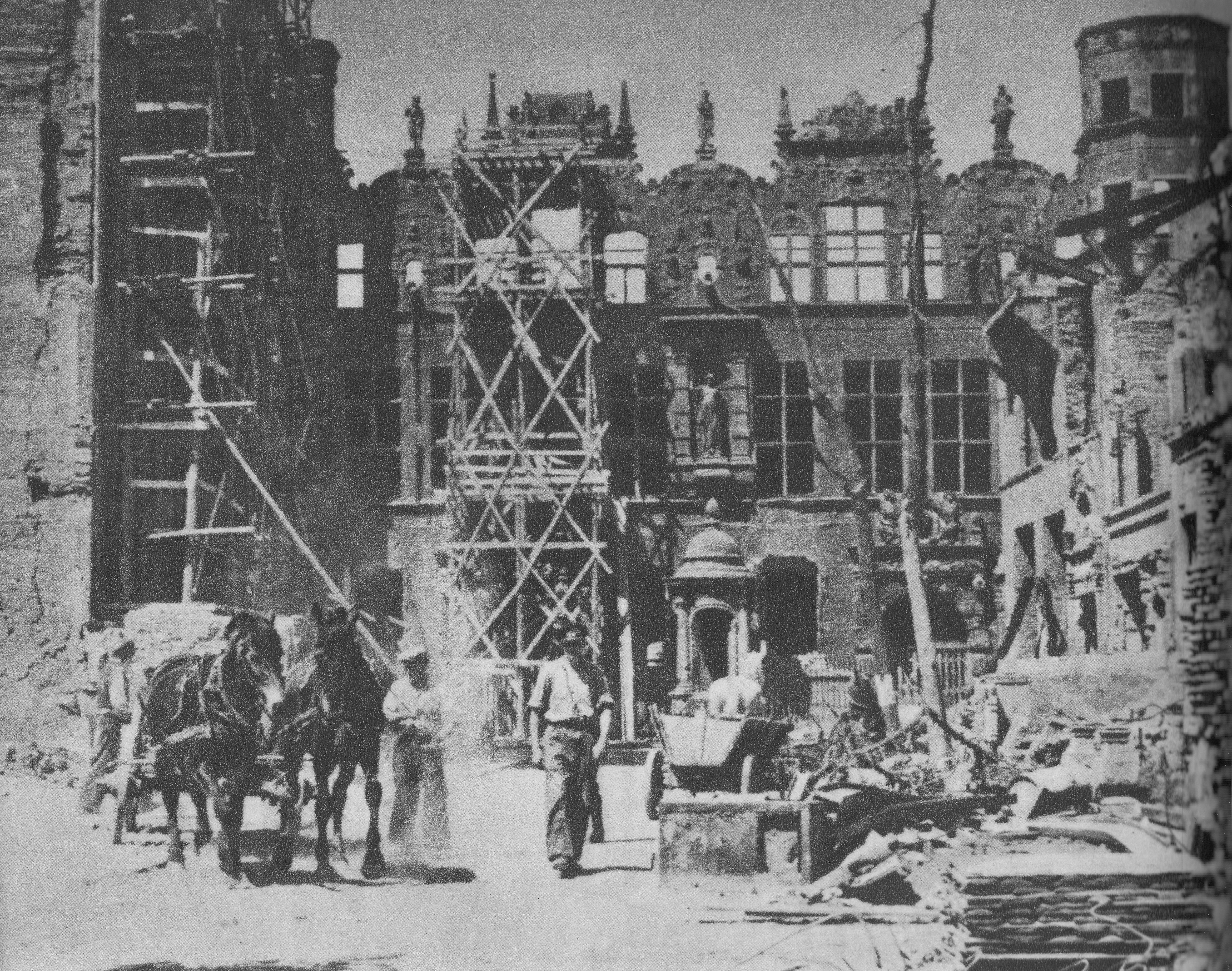
Odbudowa gmachu po II wojnie światowej

Wielka Zbrojownia w Gdańsku (niem. Das Große Zeughaus) – zabytek w Gdańsku, nazywany też arsenałem, stanowi najokazalszy świecki budynek manierystyczny w mieście. Inspiracją do powstania stały się Hale Mięsne w Haarlemie.  

## Historia
Rosnące zagrożenie ze strony Szwecji w końcu XVI wieku skłoniło gdańskich mieszczan do przygotowań na wypadek wojny. Odczuwając brak magazynów na produkowany w mieście i okolicach sprzęt wojenny, podjęli decyzję o budowie specjalnego arsenału. Jednak w realizacji projektu nie ograniczono się do wzniesienia magazynu o ściśle użytkowej funkcji.
Zbrojownia została wzniesiona w latach 1602 – 1605. Jest dziełem jednego z najwybitniejszych gdańskich architektów tamtej epoki, Antoniego van Obberghena. Zbudowano ją z drobnej, czerwonej, holenderskiej cegły zdobionej dekoracjami z piaskowca oraz bogatymi złoceniami. Konstrukcja sprawia wrażenie, jakby budynek składał się z czterech, pozornie oddzielnych kamieniczek.
- Główną fasadę budynku od ulicy Piwnej zdobią:
  - dwa wielkie rustykowane portale, zwieńczone kartuszami z herbami Gdańska, podtrzymywanymi przez lwy
  - posąg Minerwy umieszczony we wnęce usytuowanej na wysokości górnej kondygnacji
  - kamienne maski
  - ornamenty okuciowe
  - postacie gdańskich wojowników (trzech pikinierów, halabardzisty i wachmistrza)
  - szczyty z wąsatymi sfinksami i wybuchającymi granatami
  - po obu stronach fasady wznoszą się dwie ośmioboczne, wysokie wieżyczki, zwieńczone hełmami z blachy, mieszczące ślimakowate schody
- Fasada od strony Targu Węglowego ma nieco skromniejsze portale i szczyty. Umieszczono na nich postacie dwóch muszkieterów, chorążego, konstabla i kapitana. Figura z leżącą u jej stóp ściętą głową przedstawia Kozaka, który ściął na rynku lwowskim głowę swego dowódcy, Jana Podkowy,  samozwańczego hospodara mołdawskiego, nieuznanego przez króla Stefana Batorego

Budynek został spalony podczas działań wojennych w 1945. Odbudowano go w latach 1947-1965, z rekonstrukcją hełmów wież i kamieniarki szczytów. W latach 2000−2005 odnowiono obie fasady, przywracając polichromie, złocenia i dekoracyjne rzygacze od strony ul. Piwnej.
Wnętrze Zbrojowni przyciągało wielu podróżnych zwiedzających Gdańsk. Trzypiętrowy budynek mieścił w sobie nie tylko przeróżnego rodzaju broń, zbroje, uprzęże, ale również obrazy i posągi. Ponadto zgromadzone przedmioty były eksponowane w sposób przyciągający uwagę zwiedzających, np. zbroje zaprezentowano na manekinach, które usadzono na kukłach udających rumaki. Manekiny te były ruchome, co potęgowało zainteresowanie oglądających.
Zbrojownię można porównać do dzisiejszych muzeów sztuki militarnej, z zastrzeżeniem, iż w XVII wiecznym Gdańsku liczono się z koniecznością praktycznego wykorzystania posiadanych zbiorów.
Na wyższych kondygnacjach mieści się Akademia Sztuk Pięknych. Powierzchnia piwnic wynosi 1528 m². Parter budynku, o powierzchni 1819 m² ze sklepieniem na 15 granitowych słupach, zajmował pasaż handlowy. od 8 grudnia 2015 na parterze działa Zbrojownia Sztuki, przestrzeń wystawiennicza Akademii Sztuk Pięknych, w której odbywają się wystawy czasowe sztuki współczesnej. Przestrzeń podzielona jest na główną salę wystawową w której odbywają się duże projekty wystawiennicze, Galerię "Design" gdzie prezentowane są wystawy dotyczące projektowania, designu, form użytkowych czy grafiki, oraz galerię "Kultura Ma Wiele Twarzy" przeznaczoną na prezentację pomniejszych projektów artystycznych. W pozostałych przestrzeniach parteru prowadzona jest działalność gastronomiczna.
Do 2007 otwarte było przejście przez budynek, skracające drogę między ul. Piwną a Targiem Weglowym.